# Старый Чолак
Старый Чолак (рум. Ciolacu Vechi, Чолаку-Векь) — село в Фалештском районе Молдавии. Наряду с сёлами Новый Чолак, Фэгэдэу, Покровка и Шолтоая входит в состав коммуны Новый Чолак.

## История
В Молдавской ССР село называлось Старая Челаковка.

## География
Село расположено на высоте 136 метров над уровнем моря.

## Население
По данным переписи населения 2004 года, в селе Чолаку Векь проживает 993 человека (492 мужчины, 501 женщина).
Этнический состав села:
| Национальность | Число жителей | Процентный состав |
| -------------- | ------------- | ----------------- |
| молдаване      | 976           | 98.29             |
| украинцы       | 17            | 1.71              |
| Всего          | 993           | 100%              |